# Adam von Schwarzenberg

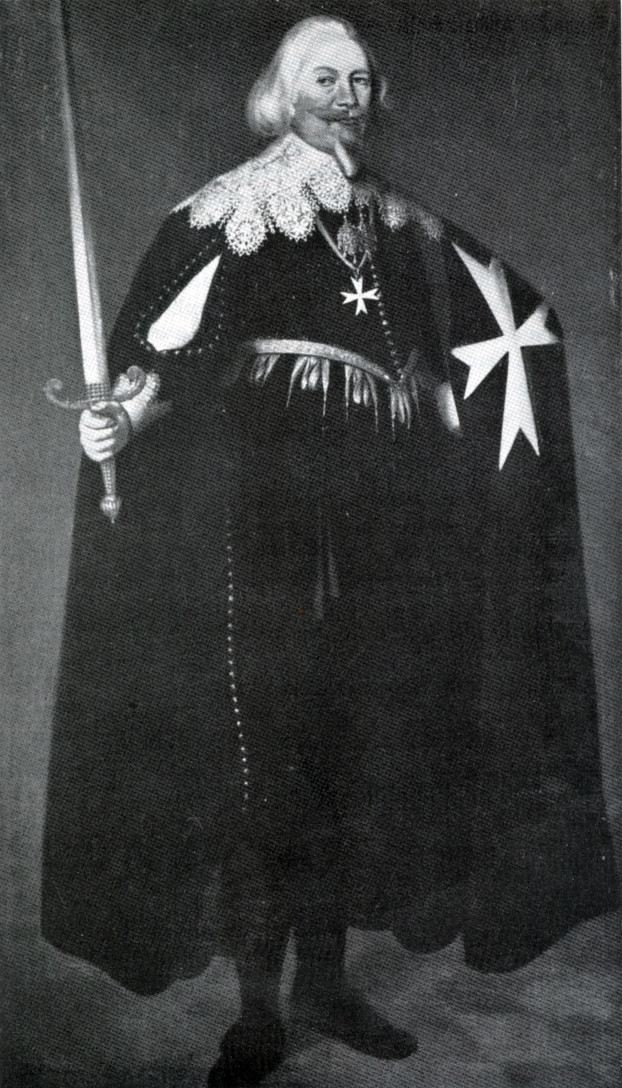
Adam von Schwarzenberg i ämbetsdräkt som herremästare för Johanniterorden i Balliet Brandenburg.

Adam von (eller zu) Schwarzenberg, född den 26 augusti 1583, död den 14 mars 1641, var en tysk greve och statsman, son till den kejserlige generalen, greve Adolf von Schwarzenberg, av ättens äldre linje. Från 1625 till sin död var han herremästare för Johanniterorden i Balliet Brandenburg.
Schwarzenberg kämpade i sin ungdom i kejsarens härar mot turkarna. Som medlem av landständerna i Jülich och Mark uppträdde han dock vid den 1609 utbrytande jülichska arvstvisten mot de kejserliga anspråken; han trädde därefter, trots att han var romersk katolik, i hohenzollernsk tjänst och fick snart en ledande ställning i förvaltningen av de delar av det jülichska arvet, som kom i Brandenburgs händer. Då kurfurst Georg Vilhelm 1619 tillträdde regeringen, kallades Schwarzenberg till Berlin; han blev medlem av geheimerådet och fick stort inflytande över kurfursten. Han förmådde denne att överge den neutralitetspolitik han dittills fört i kriget mellan kejsaren och protestanterna och i stället ansluta sig till den förre (1627). 
Schwarzenbergs besök i Wien (1628) lade grunden till personliga förbindelser mellan honom och kejsarhovet, vilka ytterligare befäste hans övertygelse om den nya kursens fördelar för Brandenburg och för återstoden avhans bana gjorde honom till en orubblig anhängare av förbundet med kejsaren. Kort efter Gustav Adolfs ankomst till Tyskland sändes Schwarzenberg i diplomatiska uppdrag till Holland, varifrån han återvände först i november 1632. Vänskapen mellan Sverige och Brandenburg (1631) hade ingåtts mot hans råd, och freden med kejsaren (1635) slöts framför allt på hans bedrivande. De för Brandenburg ytterst betungande och resultatlösa krigsår, som därefter följde, befäste i hög grad Schwarzenbergs inflytande och gjorde honom så gott som allenarådande vid hovet.
Bland befolkningen växte dock missnöjet med hans "tyranni" och gav upphov till påståenden, att han avsiktligt, till förmån för Österrike och katolicismen, sökt försvaga Brandenburg. Dessa påståenden torde vara överdrivna; hans eget omdöme, att han i all sin tid varit "god brandenburgare", är det troligen inte mindre. Från beskyllningen för egennytta kan han näppeligen frias. Kurfurst Fredrik Vilhelm (från 1640) var sedan gammalt Schwarzenbergs bittra fiende. Förhållandet dem emellan blev spänt, och en brytning skulle varit oundviklig, om inte Schwarzenberg plötsligt avlidit. En rehabilitering av Schwarzenberg genomfördes av Otto Meinardus och Reinhold Koser, vilket medförde att han fick ett minnesmärke i Siegesallee.